# Nicanor Zenteno
Nicanor Zenteno Uribe (San Felipe, 1835-Santiago, 1921) fue un político, diplomático y agente chileno que tuvo una importante participación en la Guerra del Pacífico.

## Estudios
Se formó en el Liceo de San Felipe para continuar en el Instituto Nacional José Miguel Carrera en Santiago y en la Facultad de Derecho de la Universidad de Chile.

## Diplomacia
Fue cónsul de Chile en Mendoza (Argentina) desde 1869 hasta 1874 y en 1876 asumió el cargo de cónsul general de Chile en Antofagasta.

## Al servicio del gobierno chileno durante la guerra
En Antofagasta fue nombrado gobernador tras la Ocupación de Antofagasta en el preludio de la Guerra del Pacífico.: 702 
A partir de entonces comienza su trabajo para el servicio secreto chileno en la Guerra del Pacífico, primero suministrando informaciones referentes a las fuerzas aliadas, lo que hacía ya como cónsul, para posteriormente ocupar el cargo de coordinador de los agentes chilenos en la zona de guerra: 72  que mantuvo hasta su alejamiento a mediados de octubre del mismo año.: 103 

## Tras la guerra
Una vez en paz, continuó sus actividades en Antofagasta, en diferentes cargos públicos. Luego volvió a Santiago para ocupar cargos en el ministerio de Relaciones Exteriores y en el Poder Judicial.
El 3 de enero de 1913, el presidente Ramón Barros Luco le otorgó jubilación como ministro de la Corte de Cuentas.